# Autobus Sachsen
Die Autobus GmbH Sachsen ist ein regionales Busunternehmen in Limbach-Oberfrohna. Seit dem 1. Juli 2010 beschränkt sich der Unternehmenszweck auf die Vorhaltung und Überlassung von Infrastruktur zur Durchführung des öffentlichen Personennahverkehrs auf dem Territorium des Landkreises Zwickau sowie der angrenzenden Ballungszentren.

## Geschichte
Die Wurzeln des Unternehmens reichen bis in das Jahr 1912 zur Gründung der staatlichen Kraftwagenverwaltung und der späteren Kraftverkehrsgesellschaft Sachsen AG zurück. 1970 wurde der VEB Kraftverkehr Karl-Marx-Stadt gegründet, aus dem im Zuge der Privatisierung die Kraftverkehr AG Chemnitz entstand. Die Autobus GmbH Sachsen wurde am 1. Juli 1991 durch Ausgründung und Kommunalisierung gebildet.
1992 wurden die Niederlassung Eppendorf mit der Drahtseilbahn Erdmannsdorf–Augustusburg ausgegliedert. Die Einrichtung der ersten Verknüpfungsstelle von Straßenbahn und Regionalbus erfolgte 2001 in Chemnitz-Schönau.
Im April 2010 erfolgte die Abspaltung der Teilbetriebe Lugau und Zschopau und deren Übernahme durch die BVO Verkehrsbetriebe Erzgebirge GmbH. Nach der Übernahme erfolgte am 11. April 2011 die Umfirmierung der BVO Verkehrsbetriebe Erzgebirge GmbH in Regionalverkehr Erzgebirge GmbH.
Der Betriebsteil Limbach-Oberfrohna blieb im Eigentum der Autobus GmbH Sachsen, der Verkehrsvertrag zur Durchführung der ÖPNV-Leistungen ging an die Regionalverkehr Erzgebirge GmbH über. Grund hierfür ist, das der Betriebshof Limbach-Oberfrohna nach dem Gemeindeverkehrsfinanzierungsgesetz gefördert wurde. Eine Veräußerung oder Zweckentfremdung innerhalb von 25 Jahren hätte eine vollständige oder teilweise Aufhebung der Zuwendung nach sich ziehen können.
Seit 1. Januar 2019 werden die Verkehrsleistungen im Bereich Limbach-Oberfrohna nach einer europaweiten Ausschreibung durch die Regionalverkehr Westsachsen GmbH erbracht. Zwischen der Autobus GmbH Sachsen und der Regionalverkehr Westsachsen GmbH wurde hierzu ein Pachtvertrag über das Grundstück sowie die Gebäude und baulichen Einrichtungen geschlossen. 2019 wurde ein Zuwendungsvertrag zwischen der Autobus GmbH Sachsen, der Regionalverkehr Westsachsen GmbH und dem Freistaat Sachsen geschlossen. In diesem stuft der Freistaat Sachsen das bestehende Pachtverhältnis als förderunschädlich ein. Dieser verpflichtet die Autobus GmbH Sachsen den Betriebshof bis zum 31. Dezember 2023 zweckgebunden zu nutzen oder durch Dritte nutzen zu lassen. Nach Ablauf der Frist beabsichtigt der Landkreis Zwickau den Verkauf des Betriebshofes. Damit entfällt der Unternehmenszweck, so dass der Landkreis als bisheriger Eigentümer die Auflösung der Autobus GmbH Sachsen anstrebt. Am 6. März 2024 wurden entsprechende Beschlüsse zum Verkauf des Betriebshofes und der Liquidation des Unternehmens durch den Kreistag gefasst. Die Bekanntmachung der Liquidation erfolgte am 27. Juni 2024. 

## Betriebsbereiche

### ÖPNV

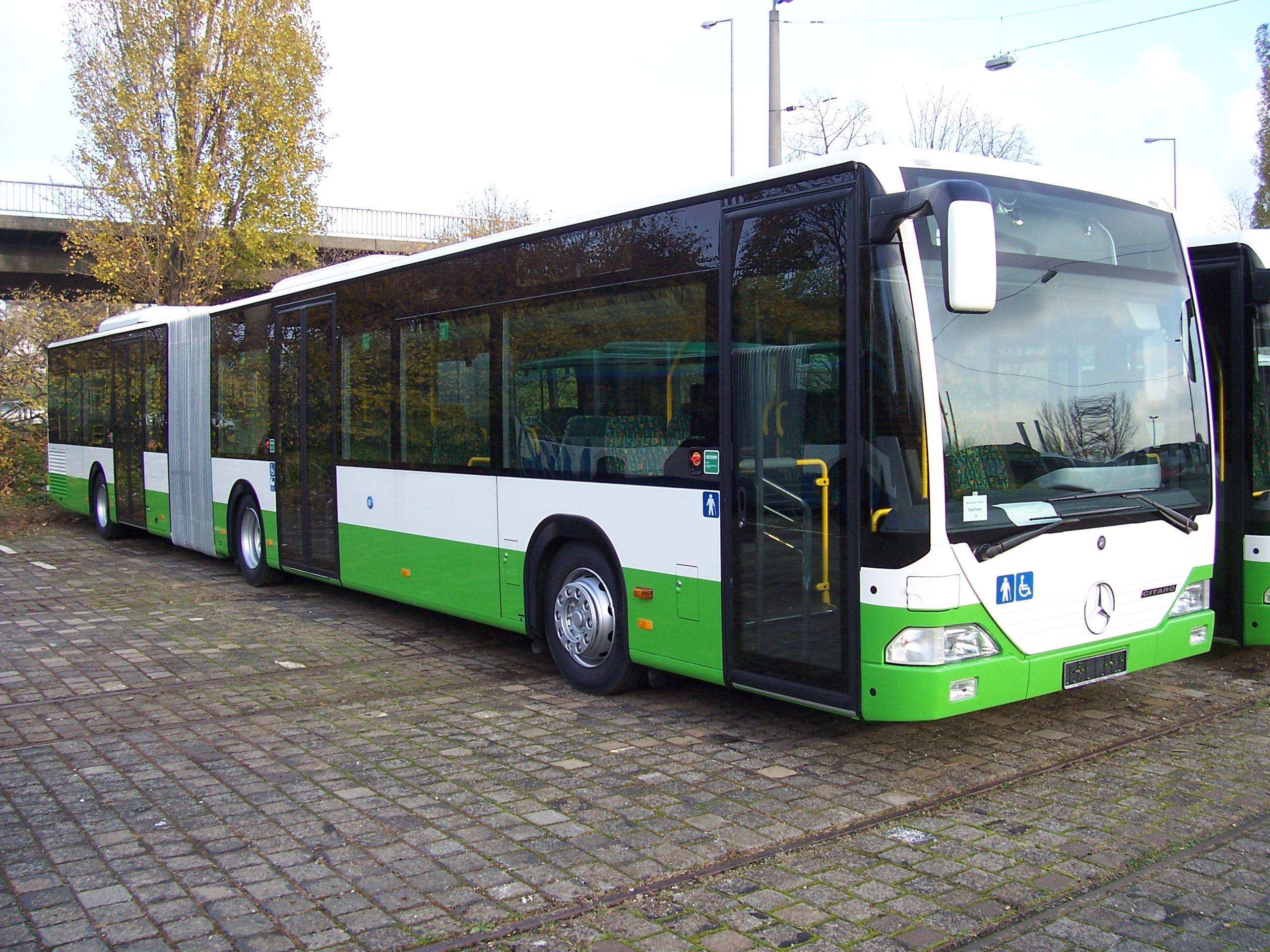
Mercedes-Benz Citaro O 530 G von Autobus Sachsen, hier noch in Mannheim bei EvoBus, ohne Kennzeichen

Autobus Sachsen betrieb 53 Linien im Regionalverkehr. Der Verkehr wurde dabei über Standorte in Limbach-Oberfrohna, Lugau und Zschopau abgewickelt. Zudem wurden die Stadtbusverkehre in Hohenstein-Ernstthal, Stollberg und Zschopau betrieben.
Im Städtedreieck Stollberg – Oelsnitz – Lugau wurde der Verkehr auf der Grünen Linie abgewickelt. Dabei handelte es sich um eine Kreuzung aus Regional- und Stadtverkehr mit zwei Linien (Stand Oktober 2008). Die Busse fuhren dabei in einem einheitlichen, vom Rest des Unternehmens abweichenden Design. Geachtet wurde dabei auf günstige Anschlussbeziehungen am Bahnhof Stollberg zur City-Bahn (an der ein 40-%-Anteil gehalten wird) und zu etlichen Regionalbuslinien. Die Linien werden im Stundentakt und während der Hauptverkehrszeiten im Halbstundentakt bedient.

### Fernbus
Innerdeutscher Fernverkehr wurde seit dem Jahr 2002 angeboten. Dabei wurde saisonaler Linienverkehr zwischen Chemnitz und Usedom, Rügen, Zingst sowie Rerik betrieben.
Internationaler Fernverkehr bestand von Zwickau, Marienberg und Chemnitz nach Karlovy Vary – Marienbad und dem Balaton. Die Konzession für die Strecke Chemnitz–Karlovy Vary bestand dabei bereits seit 1972 – damals noch für den VEB Kraftverkehr.

### Weitere Geschäftsbereiche
Zum Unternehmen gehörten zwei Busbahnhöfe, der Omnibusbahnhof Chemnitz und der Busbahnhof Zschopau.
Das Unternehmen bot daneben Busreisen an. Dazu gehörten sowohl Individualreisen, Tagesausflüge, Mehrtagesreisen als auch Schüler- und Gruppenreisen. Der Reiseveranstalter „ReiseGenuss“ war eine gemeinsame Marke mit der REGIOBUS GmbH Mittelsachsen und wurde nach der Fusion zur RVE weitergeführt.